# Міжнародна федерація діабету
Міжнародна федерація діабету (англ. International Diabetes Federation (IDF)) — міжнародна спілка по боротьбі з цукровим діабетом.

## Організація
Міжнародна федерація діабету заснована в 1950 році. Станом на липень 2021 року[коли?] об'єднувала близько 240 діабетичних організацій з понад 168 країн.
Представниками України у Міжнародній федерації діабету є Міжнародна діабетична асоціація України та Українська діабетична федерація.

## Діяльність
Федерація прагне до підвищення глобальної поінформованості про діабет, сприяючи належному догляду та профілактиці цукрового діабету, а також заохоченню діяльності, спрямованої на пошук ліків проти різних типів діабету.
Міжнародна федерація діабету є ініціатором щорічного проведення 14 листопада Всесвітнього дня боротьби з цукровим діабетом.